# 진순신

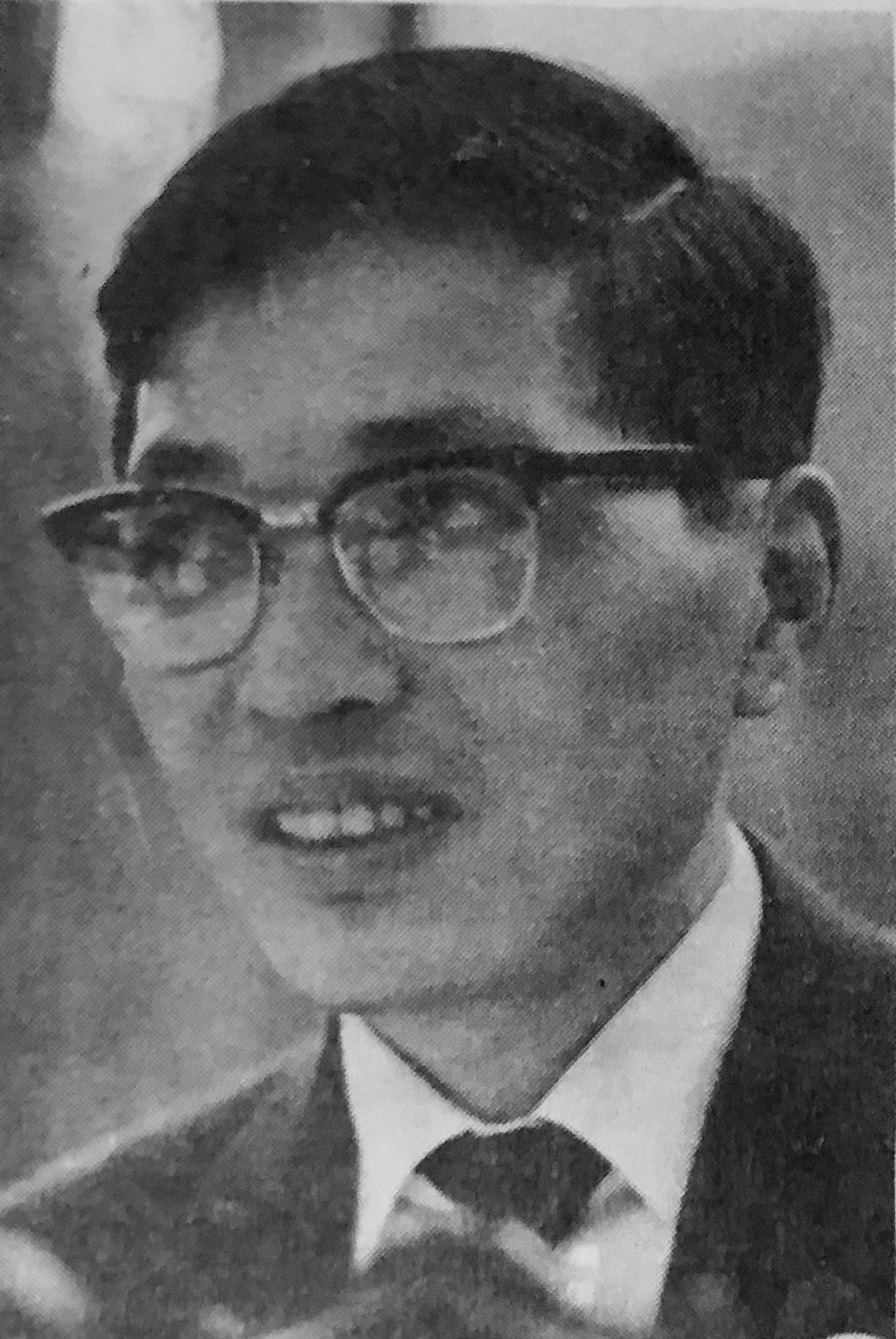

진순신(陳舜臣, 1924년 2월 18일 ~ 2015년 1월 21일)은 일본의 역사 소설 작가, 역사 저술가이다. 일본 고베 출생이지만, 본적은 타이완 타이베이로 본래 중국인이다. 1990년 일본 국적을 취득하였다.
중국의 역사를 소재로 한 작품을 많이 써, '중국 역사 소설' 장르를 확립하고, 많은 독자를 갖고 있다.

## 대표작
- 《아편전쟁》, 1967년
- 《비본삼국지》, 1974~1977년
- 《태평천국》, 1982년
- 《소설십팔사략》, 1977~1983년
- 《중국의 역사》, 1980~1983년

## 영상화된 작품

### 드라마
- 1992년 NHK《류큐의 바람》
- 2018년 공시《분노의 보살》

## 같이 보기
- 시바 료타로
- 일본 문학